# Siber Systems Inc
Siber Systems Inc — частная компания, основанная в 1995 году, в Вирджинии, США, специализирующаяся на разработке программного обеспечения для 32-битных и 64-разрядных операционных систем Microsoft Windows и Mac OS X.
Лозунг — «Синхронизируйте или делайте резервные копии. Быстро, просто, автоматизировано и надёжно».

## Описание
Siber Systems Inc начала свою профессиональную деятельность с разработки программ для парсинга и трансформации текста.
Первый проект был «CobolTransformer», созданный в 1997 году. На этот продукт приобрели лицензию многие крупные компании, которые входят в Fortune 500, включая IBM, Computer Associates и Fujitsu Software.
В следующем году, компания зарегистрировала программу «Cobol Data Viewer», которая предоставляла высоконадёжный продукт для восстановления данных из файлов данных Cobol, этот программный продукт получил широкое применение и лицензирован многими компаниями. Cobol Data Viewer продолжает занимать определённую нишу на рынке и разрабатывается по сей день.
В 1999 году была выпущена первая программа для частного использования RoboForm, которая к настоящему времени переведена на более чем 30 языков мира.
В 2004 году была создана «RoboForm2Go», которая считается одной из первых программ своего класса, предназначенных для запуска со съёмных носителей. Главные её отличия от RoboForm заключаются в том, что она может работать на любом компьютере без установки, а также оснащена рядом других полезных особенностей.
В 2006 году появился первый релиз программы GoodSync для синхронизации и создания резервных копий различного рода данных.
Siber Systems Inc получилам множество наград, обзоров и хороших отзывов по всему миру независимыми авторитетными изданиями в СМИ, в числе которых PCWorld, NetworkWorld, CNet, PC Magazine, Wall Street Journal, New York Times, Morningstar, Financial Times и многие другие.
На сегодняшний день компания Siber Systems Inc имеет ряд филиалов в России, Германии и Японии.

## Продукция
- GoodSync
- Roboform
- RoboForm2Go
- CobolTransformer
- Cobol Data Viewer